# The Old Guard (film, 2020)
Pour les articles homonymes, voir The Old Guard.
Série
The Old Guard 2
(2025)
Pour plus de détails, voir Fiche technique et Distribution.
The Old Guard est un film américain réalisé par Gina Prince-Bythewood et sorti en 2020 sur Netflix.
Il s'agit d'une adaptation cinématographique des comics The Old Guard de Greg Rucka et Leandro Fernández édités par Image Comics. Une suite sort en 2025.

## Synopsis
Andromaque la Scythe (alias Andy), Booker, Joe et Nicky sont des guerriers vieux de plusieurs siècles qui semblent immortels puisque leurs blessures, même létales, guérissent en quelques instants. Copley, un ancien agent de la CIA, les engage pour sauver un groupe d'enfants kidnappés dans le Soudan du Sud. Mais la mission est un piège et Copley connaît maintenant leur secret.
Pendant ce temps, en Afghanistan, Nile Freeman, soldat du United States Marine Corps, se fait trancher la gorge durant une opération militaire. Mais elle guérit rapidement sans aucune égratignure, à la stupéfaction des autres soldats. Les autres immortels apprennent l'événement par le biais d'un rêve commun la nuit suivante. Andy part à sa recherche, l'enlève et lui apprend l'existence des autres immortels.
Copley est en affaires avec Merrick, un milliardaire de la Big Pharma, qui emploie une milice privée pour tenter de capturer le groupe afin d'étudier le fonctionnement de leur organisme et de mettre au point des remèdes coûteux.
Andy emmène Nile à Goussainville, près de Paris, en France, dans un repaire où elle lui fait rencontrer les autres immortels : Joe, Nicky et Booker. Nile accuse le coup devant eux mais se joint au groupe. Tandis que le groupe tente de semer ses poursuivants, les immortels apprennent à Nile leur passé et nuancent fortement l'impression d'invincibilité que procure la découverte de leurs capacités de guérison instantanée. Andromaque a longtemps vécu avec Quynh, une guerrière vietnamienne, mais durant la chasse aux sorcières, elles ont été capturées toutes les deux. Quynh a alors été enfermée dans un sarcophage en métal et jetée à la mer, ce qui constituait une torture éternelle puisqu'elle ne cessait de se noyer puis de ressusciter. Andy et les autres l'ont cherchée, mais sans succès, et Andy s'en veut toujours de ne pas avoir su la retrouver. Joe et Nicky, quant à eux, se sont rencontrés en s'entretuant pendant les croisades au Moyen Âge, puis ont coexisté et sont tombés amoureux ; ils ont vécu ensemble pendant mille ans. Les immortels apprennent à Nile qu'ils ne le sont pas vraiment : à un moment ou à un autre, une personne "immortelle" cesse de guérir de ses blessures et devient mortelle comme n'importe quel être humain, sans qu'on sache pourquoi ni comment.
Durant une escarmouche, Andy est blessée et s'aperçoit quelque temps après qu'elle ne guérit pas à la vitesse habituelle. Elle s'écarte du groupe pour aller en ville et acheter des remèdes dans une pharmacie. Une pharmacienne la prend à l'écart et lui fait un pansement sans lui poser de questions.
Les hommes de Merrick finissent par capturer Joe et Nicky, qui sont enfermés dans le laboratoire de Merrick, lequel les utilise comme cobayes pour des test génétiques. Copley, ébranlé par la cruauté des tests et par l'orgueil sans limites de Merrick, proteste mais se fait mettre à la porte.
Andy, Booker et Nile parviennent à retrouver la trace des hommes de Merrick malgré les efforts de Copley pour dissimuler tous les indices de leurs déplacements. Alors qu'ils sont sur le point d'infiltrer la maison de Copley, Nile refuse de participer à ce qu'elle considère comme un énième massacre. Andy lui laisse une arme et une voiture pour retourner voir sa famille. Mais, sur la route, Nile se rend compte que le revolver que Booker prévoyait de donner à Andy ne contient aucune balle. Suspicieuse, elle décide de rebrousser chemin, subodorant qu'Andy est en danger. Pendant ce temps, dans la maison de Copley, Booker trahit Andy et aide Copley à la capturer. Booker se justifie en arguant que les recherches de Merrick pourraient aider les immortels à mourir enfin, puisqu'Andy et lui sont las de vivre. Andy et Booker sont emmenés dans le même laboratoire que Joe et Nicky.
De retour chez Copley, Nile l'interroge, mais Copley lui donne aussitôt les informations qu'elle cherche. Il lui montre également ses recherches sur Andromaque et lui révèle qu'elle a utilisé son immortalité pour faire le bien et sauver des vies, dans l'ombre, depuis très longtemps. Nile comprend qu'Andy est beaucoup moins cynique et amorale qu'elle voudrait le faire croire. Copley aide Nile à gagner le siège du laboratoire de Merrick et à s'y infiltrer. Nile parvient à libérer le reste du groupe, qui doit affronter et vaincre la milice privée de Merrick. Le milliardaire tente de prendre Nile en otage, mais, à l'aide d'une ruse commune avec Andy, Nile se jette sur lui et le fait chuter avec elle du haut de l'immeuble ; elle survit à la chute, contrairement à Merrick. Une fois en sécurité et au calme, le groupe décide du sort du traître Booker. Il est condamné à cent ans de solitude à l'écart des autres immortels. Six mois après sa condamnation, Booker, qui a sombré dans l'alcool, rentre chez lui et a la surprise d'y être attendu par Quynh.

## Fiche technique
Sauf indication contraire, les informations mentionnées dans cette section peuvent être confirmées par la base de données cinématographiques IMDb,  présente dans la section « Liens externes ».
- Titre original : The Old Guard
- Réalisation : Gina Prince-Bythewood
- Scénario : Greg Rucka, d'après les comics The Old Guard de Greg Rucka et Leandro Fernández
- Musique : Volker Bertelmann et Dustin O'Halloran
- Direction artistique : Ben Collins
- Décors : Paul Kirby
- Costumes : Mary E. Vogt
- Photographie : Barry Ackroyd et Tami Reiker
- Montage : Terilyn A. Shropshire
- Production : A. J. Dix, David Ellison, Marc Evans, Dana Goldberg, Don Granger, Beth Kono et Charlize Theron
  - Production déléguée : Stan Wlodkowski
- Sociétés de production : Denver and Delilah Productions, Skydance Productions, Marc Platt Productions et Dune Films, avec la participation d'Image Comics
- Société de distribution : Netflix
- Budget : 70 millions de dollars[1],[2],[3]
- Pays de production :  États-Unis
- Langues originales : anglais, français, italien et arabe
- Format : couleur - 2,39:1 - UHD - son Dolby Atmos
- Genre : fantastique, action
- Durée : 125 minutes
- Date de sortie : 10 juillet 2020 (sur Netflix)

## Distribution
- Charlize Theron (VF : Barbara Kelsch) : Andy / Andromaque de Scythie
- KiKi Layne (VF : Amélia Ewu) : Nile Freeman
- Matthias Schoenaerts (VF : Boris Rehlinger) : Booker / Sébastien Le Livre
- Marwan Kenzari (VF : Marc Saez) : Joe / Yusuf Al-Kaysani
- Luca Marinelli (VF : Franck Monsigny) : Nicky / Nicolὸ di Genova
- Chiwetel Ejiofor (VF : Frantz Confiac) : James Copley
- Harry Melling (VF : Vincent Ropion) : Steven Merrick
- Veronica Ngo (VF : Soizic Fonjallaz) : Quynh
- Anamaria Marinca : Dr Meta Kozak
- Joey Ansah (VF : Christophe Jeannel) : Keane, l'homme de main de Merrick
- Natacha Karam (en) (VF : Anne-Laure Gruet) : Dizzy
- Micheal Ward (en) (VF : Pierre-Louis Bonnat) : Lykon

## Production

### Genèse et développement
En mars 2017, Skydance Media acquiert les droits de la série de comics The Old Guard, écrite par Greg Rucka et illustrée par Leandro Fernandez. En juillet 2018, Gina Prince-Bythewood est engagée comme réalisatrice alors que Greg Rucka doit écrire lui-même le scénario. En mars 2019, il est annoncé que Netflix a acheté les droits de distribution dans le monde. Charlize Theron rejoint ensuite le projet, comme actrice et productrice.

### Attribution des rôles
KiKi Layne est annoncée dès le début du projet. En mai 2019, Marwan Kenzari, Matthias Schoenaerts et Luca Marinelli  rejoignent ensuite la distribution,.
En juin 2019, Chiwetel Ejiofor, Harry Melling et Ngô Thanh Vân sont également confirmés.

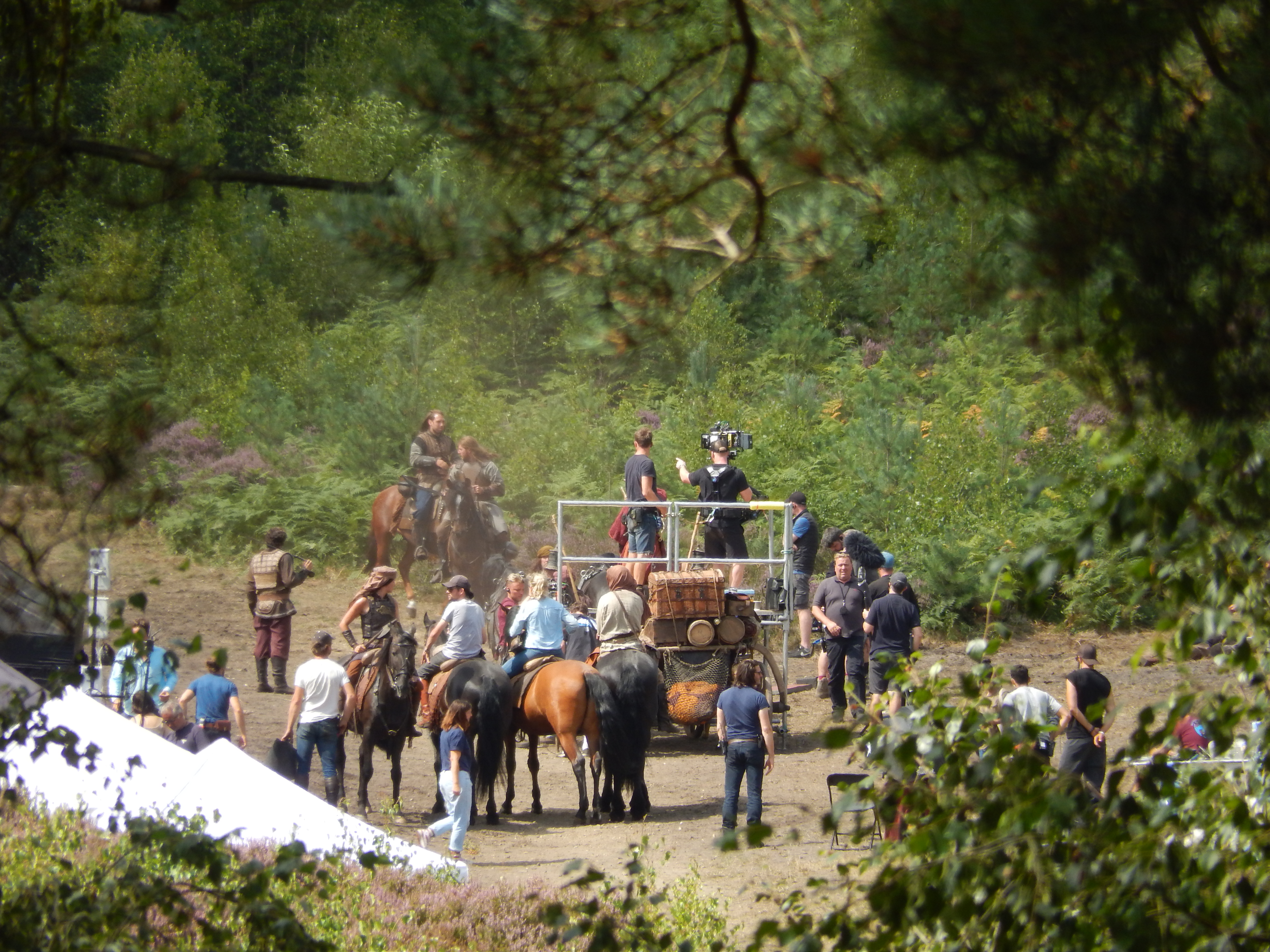
Tournage du film à Bourne Wood dans le Surrey en août 2019

### Tournage
Le tournage débute en mai 2019,. Il a lieu au Maroc (notamment à Marrakech), en Angleterre (Londres, Watlington, Sandwich, Surrey, etc.). La production détruit par mégarde un mur du Shirburn Castle (en) dans l'Oxfordshire.

## Distinctions
Le film remporte le Critics' Choice Super Award du Meilleur film de super-héros en 2021, le Prix Hugo de la meilleure présentation dramatique en 2021.Gyna Prince-Bythewood remporte le NAACP Image Awards de la Meilleure réalisation dans un film (Outstanding Directing in a Motion Picture).

## Suite
Le tournage de The Old Guard 2 débute courant 2022 pour une diffusion à l'été 2025 sur Netflix.